# Veronika Dreier
Veronika Dreier (* 1954 in Voitsberg) ist eine österreichische Grafikdesignerin, Performance-, Medien- und Objektkünstlerin.

## Leben und Karriere
Veronika Dreier wurde 1954 in Voitsberg geboren und wuchs im nahe gelegenen Kainach bei Voitsberg auf. Von 1971 bis 1975 besuchte sie die Grafikklasse an der Ortweinschule und war ab 1976 als Grafikdesignerin und freie Künstlerin tätig. Ab 1982 betrieb sie ein eigenes Atelier in Graz, wo sie heute (Stand: 2021) noch immer lebt und arbeitet. 1994 erhielt sie ein Staatsstipendium der österreichischen Bundesregierung für Bildende Kunst; drei Jahre später erhielt sie ein Arbeitsstipendium. Von 1980 bis 1992 – anderen Quellen zufolge von 1982 bis 1992 oder ab 1981 – war sie Redakteurin und Herausgeberin der feministischen Kulturzeitschrift Eva & Co. Ab 1986 wurde die Zeitschrift vom eigens gegründeten Verein Künstlerinnengemeinschaft Eva & Co herausgegeben; federführend waren hierbei neben Dreier auch Eva Ursprung und die Germanistin Brigitte Krenn. Der Künstlerinnengemeinschaft stand sie von 1980 bis 1992 als Obfrau vor. Die Zeitschrift wurde eingestellt, da „die beteiligten Künstlerinnen kaum mehr Zeit für ihre eigenen Arbeiten fanden und außerdem eine Ghettoisierung von Frauenkunst befürchteten“.
Zu ihren öffentlichen Kunstwerken der 1980er Jahre zählt unter anderem das PudDing, das sie im Jahr 1986 vor der Universität Graz vorstellte. Es war ein lebensgroßer Abguss einer weiblichen Figur aus 65 Liter Pudding, der öffentlich verspeist wurde. 1988 gewann sie den Wettbewerb um die künstlerische Gartengestaltung der internen Park- und Gartenflächen des Seniorenzentrums in Graz – die Durchführung der Gestaltung erfolgte in den Jahren 1988 bis 1989. Anlässlich des steirischen herbstes gestaltete sie 1991 an der Außenfassade des Ferdinandeums auf dem Färberplatz 5 eine Großbilddiaprojektion. Im Zuge des europaweiten Projektes Women light up the Night, bei dem sie die Projektleitung für Österreich innehatte, war sie 1994 mit einer weiteren Großbilddiaprojektion an der Außenfassade des Versicherungsgebäudes auf der Adresse Mariahilferplatz 5 beteiligt. Für die Grazer Organisation ESC (extreme subversive culture) beteiligte sie sich 1995 an dem Projekt Tarzomaktion (Multimediale Installation und Plakatwände). 1995 beteiligte sie sich an der von der Grazer Künstlergruppe Gruppe 77 veranstalteten Plakataktion Kunst auf Zeit, die von 1986 bis 2006 jährlich in den Monaten Juli und August stattfand, und gestaltete eine Litfaßsäule an der Adresse Erzherzog-Johann-Allee 3. Noch im selben Jahre installierte sie hoch über der Grazer Elisabethstraße beim zweistöckigen Gebäude auf der Adresse Elisabethstraße 34 eine Wäscheleine / Model 1:10 aus rostreifem Stahl, lackiert.
1996 gründete sie KUNST://ABSEITS VOM NETZ (1996 bis 1998), womit sie seitdem in der österreichischen Szene der Netzkultur aktiv war. Im gleichen Jahr installierte sie in rund zwei Meter hohen Ziffern aus poliertem rostfreiem Stahl die Telefonnummer des Grazer Frauennotrufs (671160) auf einer freien Wiesenfläche in der Nähe der Hauptbrücke und des Kapistran-Pieller-Platzes (schräg gegenüber der Franziskanerkirche). Das Kunstwerk wurde einige Jahre später aufgrund der Errichtung eines Kinderspielplatzes auf dieser Wiesenfläche demontiert. Mit dem Kunstwerk wollte sie auf die Notwendigkeit eines Frauennotrufdienstes hinweisen und Gewalt an Frauen an die Öffentlichkeit zu bringen und zu thematisieren. Ebenfalls 1996 war sie am Kunstprojekt W/BB – Women beyond borders beteiligt und gestaltete anlässlich der Aktion Kunst auf Zeit abermals die Litfaßsäule bei der Adresse Erzherzog-Johann-Allee 3.
Als Vorstandsmitglied gehört sie auch dem 1993 gegründeten Kunstverein W.A.S. (Women’s Art Support) an. Dieser beschreibt sich als „ein Zusammenschluss von Künstlerinnen zur Realisierung interkultureller und interdisziplinärer Projekte und hat zum Ziel, ein dichtes physisches und virtuelles Netzwerk zu bilden und damit die Position der Künstlerinnen zu stärken“. Anlässlich der Eröffnung des sogenannten Schlupfhauses, einer von der Caritas betriebenen Notschlafstelle für Jugendliche, arbeitete sie an einer Fahnenaktion und einer öffentlichen Versteigerung. Daneben gab es Besuche und Dokumentation von 30 Künstlern und Künstlerinnen in Österreich. Der Ertrag dieser Benefizaktion kam der Jugendnotschlafstelle zugute. Im Jahr darauf veranstaltete sie für das Museum der Wahrnehmung unter dem Titel Talking Cities, „Die öffentliche Frau“ Stadtspaziergänge zu öffentlichen Kunstwerken und -projekten in Graz.
Im Mai 2000 gründete sie in Zusammenarbeit mit dem in Graz ansässigen Verein Zebra den Kunstverein BAODO. Im März 2004 initiierte Dreier die Anmietung der Räumlichkeiten des ehemaligen Celery’s, davor Imbiss Treuer, in der Lazarettgasse 5 in Graz, wo in weiterer Folge auf 120 Quadratmetern der Kunstraum NIL mit angeschlossenem Café-Restaurant entstand. Für die Arbeit des spartenübergreifenden und interdisziplinären Kunstvereins wurde sie im Jahr 2009 mit dem Menschenrechtspreis des Landes Steiermark geehrt.
Gemeinsam mit anderen Künstlerinnen rief sie die Stadt Graz in den 1980er Jahren zum „intergalaktischen Zentrum für Superfrauen“ aus und schuf in Zusammenarbeit mit Eva Ursprung im Jahr 1988 das Leitmotiv der Grazer Frauenszene: Superwoman. In den folgenden Jahrzehnten war diese Superwoman immer wieder ein Leitbild der Grazer Frauenszene, unter anderem vom Frauennetzprojekt WOMENT!, das im Rahmen des Kulturhauptstadtjahres 2003 entstand. Die Figur wurde auf Werbematerial wie Luftballons oder Kugelschreiber gedruckt, war aber auch auf ausgewählten Gebäudefassaden, wie über dem Media-Center des Grazer Rathauses, angebracht. Bereits 1988 hatten sie die Intergalaktische Superfrau als mobiles Kunstwerk im Grazer Stadtgebiet ausgestellt.
An der Erwachsenenbildungseinrichtung Urania Steiermark lehrt Dreier Aquarellieren und andere Techniken.

## Wettbewerbe / Preise / Stipendien
- 1988: Künstlerische Gartengestaltung der internen Park- und Gartenflächen des Seniorenzentrums in Graz, Ausführung 1988–1989
- 1993: Kunst auf Zeit, der Gruppe 77, Kunst im öffentlichen Raum (1. Preis)
- 1994: Förderungspreis für Bildende Kunst der Stadt Graz
- 1994: Staatsstipendium des Bundeskanzleramtes
- 1994: Neugestaltung eines aufgelassenen Kohlespeichers in Bärnbach (2. Preis)
- 1994: Verleihung des goldenen „Babsko-Ordens“ der Frauenbeauftragten der Stadt Graz
- 1995: Grünraumgestaltung des Seniorenzentrum Graz, 1. Preis mit Ausführung
- 1995: Auswahl im Wettbewerb zur künstlerischen Gestaltung des Regierungsviertels St. Pölten
- 1997: Arbeitsstipendium des Bundeskanzleramts, Sektion Kunst
- 2002: „Graz lebt auf“, 1. Preis (Performance mit BAODO), Interaktion im öffentlichen Raum
- 2009: Menschenrechtspreis des Landes Steiermark
- 2014: Wirtschaftskammer Steiermark, Auszeichnung für 10 Jahre NIL
- 2016: „Orte des Respekts 2016“, Nominierung für das NIL

## Aktionen, Einzel- und Personalausstellungen (Auswahl)
- 1985: Galerie IntAkt, Wien
- 1986: PudDing bzw. Pud-Ding-Frau, Aktion, Unitopia, Universität Graz, Graz
- 1987: „Ista . . . Pista . . . Sista“, Performance, Neue Galerie Fürstenfeld, Fürstenfeld
- 1988: „Lebensraum Frau – Frauenräume“ – Fotoraum, Im Atelier, Gleisdorf
- 1988: „Superfrau“, Aktion, Hauptplatz Gleisdorf, gemeinsam mit Eva Ursprung
- 1988: „Audio Violence“, Raum-Klang-Installation, Forum Stadtpark, Graz, gemeinsam mit Erika Thümmel und Eva Ursprung
- 1990: Utopia, Innsbruck
- 1990: „Freßhefte“, Buchausstellung in Barcelona (Drassanes); Bookcover-Design-Ausstellung bei der Internationalen Buchausstellung, Drassanes, Barcelona, Spanien
- 1991: „The special Grouses“, Bildprojektionen, Gewerbepark Rankweil
- 1991: „Collection van Gogh“, Galleria Verde, Grüne Akademie, Graz
- 1991: Uraufführung des Videos „Die weite Welt der OMA P.“, Universität Hamburg, Hamburg
- 1991: „Bilderwandel“, Artis-Kino, Wien
- 1991: „Lebensraum Frau“, Foto-Raum-Installation, Hofburg, Wien, gemeinsam mit Eva Ursprung
- 1991: „Audio Violence II“, Bildprojektionen und Video, Hofburg, Wien
- 1991: Teilnahme an den Österreichischen Filmtagen in Wels
- 1991: Fertigstellung des Videos „Idylle“
- 1991: Fertigstellung des Videos „Rien ne va plus“, Bildregie, Kamera und Animation
- 1991: Grazer Erstaufführung des Videos „Die weite Welt der OMA P.“, DOKU Graz, Graz
- 1994: „Graz, Intergalaktisches Zentrum für Superfrauen“, Plakataktion für das Frauenreferat der Stadt Graz
- 1994: „Teppich“, Rauminstallation, 62,3 m², bestehend aus 350.000 Miniatursoldaten, Studio Neue Galerie Graz, Graz
- 1994: „Tarzomaktion“, Multimediale Installation in der ESC und im öffentlichen Raum, Graz
- 1994: ORF-Kunstradio
- 1994: „Women light up the Night“, Lichtbildprojektionen im Griesviertel, Graz
- 1995: „I’ve got you under my skin“, Wiener Staatsoper, in der Reihe „Projekte – Interventionen“ der Wiener Secession, Wien
- 1995: „Immer Ärger mit Claes Oldenburg“, DOKU Graz, Graz
- 1995: „Kunst auf Zeit“, Plakataktion der Künstlergruppe 77, 1. Preis
- 1995: „Waschmaschinen-Rave“, Audio-Installation mit 13 Waschmaschinen, International, Audio, Visual, Experimental Festival (AVE), Arnheim, Niederlande
- 1996: „Mahnmal“, Skulptur aus Stahl, Kapistran-Pieller-Platz, Graz
- 1996: „W/BB: fe-mail, boxes in the train, Graz-Budapest-St. Petersburg“, eine fahrende Skulptur im öffentlichen Raum, Kunstverein W.A.S.
- 1997: „media in media“, Mestna galerija Ljubljana (SCCA-Ljubljana Soros Center for Contemporary Arts Ljubljana), Ljubljana
- 1997: „KUNST://ABSEITS VOM NETZ“, mit Erwin Posarnig, September 1997 bis Dezember 1998
- 1998: Ben Maltz Gallery am Otis College of Art and Design, Los Angeles, Kalifornien, Vereinigte Staaten
- 1998: PØST Gallery, Los Angeles, Kalifornien, Vereinigte Staaten
- 1998: KunstRaum Goethestrasse, Linz
- 1998: IG Bildende Kunst „KUNST://ABSEITS VOM NETZ“
- 1999: „Meditationsbilder“, mit Lesung von Gregor Weiss, Bildungshaus Mariatrost, Graz
- 1999: Inngalerie, Kufstein
- 1999: Fahnenprojekt für die Errichtung des „Schlupfhauses“, Renaissancehof, Graz, gemeinsam mit Beate Golaschewski
- 2000: „Mahnmal“, 1. Skulptur Deutschlands im öffentlichen Raum gegen Gewalt an Frauen, Regensburg (mit der Telefonnummer des Frauennotdienstes von Regensburg)
- 2000: „Fotosession“, Hotel Böhlerstern, Kapfenberg
- 2000: „Talking Cities, „Die öffentliche Frau““, Stadtspaziergänge für das Museum der Wahrnehmung, Graz
- 2000: „BAODO“, Kunstprojekt mit jugendliche Asylwerber aus Afrika und Afghanistan
- 2000: „BAODO“, 1. Ausstellung und Vorstellung des Projektes, Josef Krainer-Haus (Bildungshaus der Steirischen Volkspartei), Graz
- 2000: „BAODO“, Museum der Wahrnehmung, Graz
- 2001: Gummibärchen-Skulptur
- 2001: „don’t arrive without (a) visa“, Oberösterreichische Landesgalerie, Linz
- 2001: „BAODO-Präsentation“, KunstRaum Goethestrasse, Linz
- 2001: „Claus Schöner“, Retrospektive Claus Schöner, Forum Stadtpark, Graz, gemeinsam mit Eva Ursprung
- 2002: „Dateru Kuto“, BAODO-Performance, Aula der Universität Graz, Graz
- 2002: Teilnahme mit BAODO am Internationalen Volkstheaterfestival, Dechantskirchen
- 2002: „11. September“, Beteiligung für ESC
- 2003: „Superwomen-Logo für WOMENT“ im Kulturhauptstadtjahr 2003, Graz
- 2003: WOMENT-Projekt (W.A.S.), Restaurant à la Prato, Graz
- 2003: „The Danube Streaming Show“, Hafen Freudenau, ORF-Kunstradio (W.A.S.)
- 2003: „Lebende Skulpturen“, Choreographie, BAODO-Performance, Kunst am Platz, Bärnbach
- 2004: Eröffnung des Kunstraums NIL, soziale Skulptur im öffentlichen Raum
- 2006: „Temporäre Skulpturen“ im Rösselmühlpark, Konzept, Organisation, Graz
- 2008: Außenfassadengestaltung des Foyer-Anbaues der Andräkirche, Graz
- 2008: „Parabol“, das Forum Stadtpark im Stadtpark, gemeinsam mit Ed Gfrerer, Markus Wilfling und Armin Lixl, Institut für Kunst im öffentlichen Raum, Graz
- 2010: „Kultura – Weibliche Positionen“, Ausstellungskonzept, Gestaltung und Kuratorin, Künstlerinnen Vergangenheit und Gegenwart, Kulturservice Gesellschaft Steiermark, Galerie Kon-temporär, Graz
- 2010: „Placement“, Gestaltung eines Kirchenfensters an der Apsis der Andräkirche, Graz (Kurator: Hermann Glettler)
- 2011: „Kultura“-Wanderausstellung, Landwirtschaftliche Fachschule Grottenhof, KSG, Kulturservice Gesellschaft Steiermark, Graz
- 2011: „Kultura“-Wanderausstellung, Schule St. Johann, KSG, Kulturservice Gesellschaft Steiermark, Graz
- 2012–2013: „Im Spiegel Afrikas“, Ausstellungsgestaltung und Kuratorin, Ortweinschule Graz und BAODO, KSG, Kulturservice Gesellschaft Steiermark, Graz
- 2013: „Art & Tea“, Kunst auf der Empore, Andräkirche, Kuratorin und Ausstellungsgestaltung, Graz
- 2013: GrazMuseum, Choreographie, Eröffnungs-Performance mit BAODO, Graz
- 2013: Kreativwerkstatt „Vielfalt und Identität“ in Kooperation mit Omega, Graz
- 2013: „Vielfalt und Identität“, Ausstellung des Projektes in der Traminer, Graz
- 2013: Diözesankunstpreis, Einladung, Kulturzentrum bei den Minoriten, Graz
- 2014: „Artists for Africa“, GrazMuseum, Gotische Halle, Ausstellungsgestaltung und Kuratorin, Graz
- 2014: „Trotzdem Kunst! Österreich 1914 – 1918“, Leopold Museum, Wien
- 2014: Bühnenbild für das Theaterstück „Du & Ich – Eine Liebe im Stadtpark“, Tragödie nach Romeo und Julia von William Shakespeare, Graz
- 2014: „Weststeirischer Sagenberg“, Entwurf und Ausführung, Installation in Voitsberg/Zangtal
- 2014: „The Day After“, Galerija Koroska, Slovenj Gradec, Slowenien
- 2015: „... interstellaires“, Installation und Bilder, Galerie G, Oberweg bei Judenburg
- 2015: „Hot Mama Africa“, Design-Stücke für den Verkaufsladen in Graz, Vitrinen und Schaufenster zur Spring/Summer-2015-Collection von Lena Hoschek, Graz
- 2015: „Meine, deine, unsere Siedlung“, interaktive Veranstaltungsreihe zum Thema Kulturaustausch in Kooperation mit BAODO und Omega, Graz
- 2015: „Sozial engagierte Kunst im öffentlichen Raum“, Ausstellung an der Ortweinschule in Graz, organisiert von StudentInnen der Universität Graz, Kunstgeschichtelehrgang unter der Leitung von Werner Fenz, Graz
- 2015: „Faces – when Strangers become Neighbors“, Ausstellung im NIL, Projektkonzeption und Ausstellung im Rahmen von „Miteinander – Füreinander“ des Steiermärkischen Projektfonds, gemeinsam mit Wolfgang Croce und Sergey Vovk
- 2016: „BAODO@Airport“, Bildobjekte, Ausstellung, CCN Steiermark, Kulturamt der Stadt Graz, in der Flughafengalerie am Flughafen Graz, Graz
- 2017: Kunstpraxis Dr. Usar, Kurator: Hermann Glettler
- 2017: „Ziegelwerk – Art for live“, ein Jahr Ausstellungs- und Veranstaltungsprogramm, Organisation, Kuratorin, Planung zum Ausbau der Halle zur Nutzung für Ausstellungen, Graz
- 2018: „sinn:L:lich“, Ausstellungsorganisation und Kuratorin der Ausstellung in der Galerie „Zwischenbilder“ des Sozialamtes der Stadt Graz, Graz
- 2018: „Modul II“ – Grazer Kunstschule, Gründung. Die Künstlerinnen und Künstler sind Menschen unterschiedlicher Herkunft, Lebenssituation, geistiger und körperlicher Befindlichkeit, die eines verbindet: Sie haben ihren Lebensmittelpunkt in Graz. aXe integrativer Kulturverein, Workshops seit Juli 2018

## Ausstellungsbeteiligungen (Auswahl)
- 1988: Beitrag zu „Ideen für Graz“
- 1988: „Harmonie der Gegensätze – Kunst des 20. Jahrhunderts aus dem Bezirk Voitsberg“, Schloß Greißenegg, Voitsberg
- 1988: Fotogalerie, Wien
- 1988: „More Paperplanes“, Stadtmuseum Graz, Graz
- 1988: „Mail Art“, Centre d’art et de diffusion CLARK, St. Laurent, Montreal, Quebec, Kanada
- 1988: „Carta + Carta“, San Domenico, Narni, Italien
- 1988: „Proiezione video di artiste“, Palazzo delle Stelline, Mailand, Italien
- 1988: „Zeit-Schrift“, DOKU Graz, Graz
- 1989: „Art Beyond Barriers“, Frauenmuseum Bonn, Bonn, Deutschland
- 1990: „Women and Food“, Dundas Vale, Glasgow, Schottland, Vereinigtes Königreich
- 1990: Victoria and Albert Museum, London, England, Vereinigtes Königreich
- 1991: „Der Kreis – 20 aus Bärnbach – Moderne Kunst aus einer Stadt“, Glas-Center, Bärnbach
- 1991: „Ein Freilichtbildtheater“, Kunst im öffentlichen Raum, Galerie Eva Griss, Graz
- 1991: Videopräsentation in der Cinemarienburg, Nijmegen, Niederlande
- 1991: International Audio-Visual-Experimental Festival (AVE), Arnhem, Niederlande
- 1991: „Bilderwandel“, Artis-Kino, Wien
- 1991: Teilnahme an den Österreichischen Filmtagen in Wels
- 1991: „Piazza Virtuale – Piazetta Graz, the art of being everywhere“, Live-Übertragung im 3sat und RTL-Kunstkanal im Rahmen der documenta in Kassel
- 1991: Teilnahme an der Künstlerklausur im Schloss Poppendorf, Poppendorf, Gnas
- 1991: „Brot und Wein“, Ausstellungsbeteiligung im Kulturzentrum bei den Minoriten, Graz
- 1991: „Autonomia“, Sala de Exposiciones de la Comunidad de Madrid, Madrid, Spanien
- 1991: „Das Manifest“, Eva & Co, Plakataktion, Graz
- 1991: „In 80 Phrasen um die Welt“, Ausstellungsbeteiligung im Loft der Galerie IntAkt, Wien
- 1991: Ausstellungsbeteiligung anlässlich des Förderungspreises des Landes Steiermark für Bildende Kunst – Konzept zur Rauminstallation „Teppich“ – Neue Galerie am Landesmuseum Joanneum, Graz
- 1994: Hed Spanenpant, Antwerpen, Belgien
- 1994: „Styrian Window“ – Meditationsbild II – Chris Lohner, Teilnahme, Neue Galerie Graz, Graz
- 1994: „Open Air“, Teilnahme, Oper Graz, Graz
- 1995: „Meditation 1982–1994“, Teilnahme, Kulturzentrum bei den Minoriten, Graz
- 1995: „Frauen imaginieren Gott“, Kulturzentrum bei den Minoriten, Graz
- 1995: „Light“, Klarsichtfolienballon, 3 m Durchmesser, Intakt, Kunstpavillon München, München, Deutschland
- 1996: „A-8010 Graz“, Steiermarkhaus, Etterbeek, Brüssel, Belgien (Steiermark-Büro in Brüssel)
- 1996: Österreichisches Kulturinstitut, Krakau, Polen
- 1996: „CL III Storage Area GE 62E“, ehemalige Militäranlage Ober-Olmer Wald, bei Mainz, Ministerium des Innern und für Sport des Landes Rheinland-Pfalz
- 1996: Kunstlievend Genootschap Pictura, Groningen, Niederlande
- 1996: „W/BB: fe-mail, boxes in the train, Graz-Budapest-St. Petersburg“, eine fahrende Skulptur im öffentlichen Raum, Kunstverein W.A.S.
- 1996: „Natura Mortua“, 5. Internationale Triennale Kunst und Ökologie, Umetnostna galerija Maribor, Maribor, Slowenien
- 1997: „media in media“, Mestna galerija Ljubljana (SCCA-Ljubljana Soros Center for Contemporary Arts Ljubljana), Ljubljana
- 1997: Schloss Trautenburg, Leutschach
- 1997: „Zonen der Ver-Störung“, steirischer herbst 97, Graz
- 1997, „sex and space“, steirischer herbst 97, Forum Stadtpark, Graz
- 1997: „K.U.L.M., Projekt Erde – Kunst Politik Wissenschaft“, steirischer herbst 97, Graz
- 2001: Gummibärchen-Skulptur
- 2001: WBB World Tour, Sculpture Square, Singapur
- 2001: „Mensch Telefon“, Museum für Kommunikation Hamburg, Hamburg
- 2001: „Claus Schöner“, Retrospektive Claus Schöner, Forum Stadtpark, Graz, gemeinsam mit Eva Ursprung
- 2002: „YOUgend 68–98“ 30 Jahre Jugendkulturen, Steirische Landesausstellung, Bad Radkersburg
- 2002: Ostslowakisches Museum, Košice, Slowakei
- 2002: „KunstGEGENwarten“, Universität Graz, Graz
- 2002: „Out Side“, KunstRaum Goethestrasse, Linz
- 2002: Österreichische Galerie, Bratislava, Slowakei
- 2002: „Face2Face, Körper, Identität und Gemeinschaft im Cyberspace“, Forum Stadtpark, Graz
- 2003: „8010 Graz“, Muzički Centar Pavarotti, Mostar, Bosnien und Herzegowina
- 2003: „Sexus und die letzten Dinge“, Farben der Flamme, KUlturZentrum Kapfenberg, Kapfenberg
- 2003: Ausstellung des Kunstvereins W.A.S., Neue Galerie Eisenstadt, Eisenstadt
- 2003: „M_ARS, Kunst und Krieg“, Neue Galerie Graz, Graz
- 2003: „The Danube Streaming Show“, Hafen Freudenau, ORF-Kunstradio (W.A.S.)
- 2003: Performance, Hotel Pupik, Scheifling
- 2004: Center for Contemporary Art, Kiew (2004)
- 2004: „Caritas = =“, Fahnenprojekt, Ausstellung zur öffentlichen Versteigerung, Dorotheum Wien, Wien
- 2004: „Delay“, Forum Stadtpark, Graz
- 2004: „Selber schwimmen“, Kunst und Sponsoren, Artophobia, Graz
- 2004: IG Bildende Kunst, „Mensch Telefon – Aspekte telefonischer Kommunikation“, Museum für Kommunikation Frankfurt, Frankfurt
- 2013: „Caltes Clima“, ORF-Funkhausgalerie, Graz
- 2013: Jahresgabe für Gruppe 77
- 2014: Eröffnungs-Performance mit BAODO zur Kunstpreisverleihung der Stadt Graz
- 2014: „one two EXTENDED“, Gruppe 77, Galerie Wolf, Gleisdorf (Erich Wolf als Mäzen erhielt dafür den Maezenas-Preis des Landes Steiermark)
- 2014: „Energie – Kraft der Weiblichkeit“, Hof-Biennale 02, Steiermarkhof, Graz
- 2014: Südnovation, Vienna Design Week, Museum für angewandte Kunst, Wien
- 2014: „Xmas Sellout“, Verkaufsausstellung im NIL
- 2015: „Silent witnesses“, Galerie Zwischenbilder, Graz
- 2015: „Embedded Art“, ORF-Funkhausgalerie, Graz
- 2015: Flughafengalerie, Ausstellung der Kunstankäufe der Stadt Graz, Graz
- 2015: „BOOK 77“, Landesbibliothek Steiermark, Graz
- 2016: eisenerZ*ART, Eisenerz[19]
- 2017: ORF-Ausstellungsbeteiligung, Graz
- 2018: Dauerausstellung, GrazMuseum, Graz
- 2018: „Uli Painting“, traditioneller Afrikanische-Malerei-Workshop zur Ausstellung „Congo Stars“, Kunsthaus Graz, Graz
- 2018: das weisse haus, Wien
- 2020: Ausstellungstour (Feministische Avantgarde) der Sammlung Verbund, Wien
- 2024: 20 Jahre SAMMLUNG VERBUND, Albertina, Wien[20]

## Vorträge (Auswahl)
- 1991: „Professionell zwischen den Institutionen“, Internationale KunsthistorikerInnentagung, Universität Hamburg, Hamburg
- 1991: „Kunst als soziale Strategie“, Frauen-Abend-Universität, Technische Universität Wien, Wien
- 1994: „The Art Machine“, Vortrag an der Hochschule für Angewandte Kunst, Linz
- 1998: „Outside in. – Ist Sozialarbeit ein Thema für die Kunst?“, KunstRaum Goethestrasse, Linz
- 1998: „Engaged Art“, Littoral „Critical Sites“, Internationale Konferenz, Dún Laoghaire Institute of Art, Design and Technology, Dublin, Irland
- 1999: „Engaged Art“, Fakultät für Bildende und Angewandte Kunst der Universität Rangsit, Bangkok, Thailand
- 1999: „W/BB – Women beyond borders“
- 1999: „Womanifesto“, Sunday Gallery der Art Community Rhambun am Weekend Market, Bangkok, Thailand
- 1999: „Women & Art“, Empower Foundation, Bangkok, Thailand
- 2000: „Ethik : Ästhetik – Zeitlos-Sprachlos-Wertlos? Kunst und Werte – Vom Wert der Kunst und ihrer sozialen Aufgabe.“, Pädagogische Akademie, Graz-Eggenberg
- 2002–2003: Pädagogisches Institut, Universität Graz, Lehrveranstaltung Wintersemester 2002/2003, Haus der Architektur, Graz
- 2013:  Vortrag, Frauen – Kunst – Podiumsdiskussion, Zentrum für Kunst und Medien, Karlsruhe, Deutschland
- 2018: „Let’s talk about Dis-Othering – A self-reflection on cultural identity“, im Rahmen des Creative-Europe-Programms, Graz